# Schmölln
Schmölln est une ville allemande de l'est du land de Thuringe située dans l'arrondissement du Pays-d'Altenbourg. Elle fut au XIXe siècle la capitale du bouton.

## Géographie
Schmölln est située dans le sud de l'arrondissement, dans la vallée de la Sprotte, sous-affluent de l'Elster Blanche par la Pleiße, à 12 km au sud-ouest d'Altenbourg. Le point culminant de la commune se trouve au Mont Schafberg, à 293 m d'altitude.
Elle est composée de la ville centre (Kernstadt) et de treize quartiers (nombre d'habitants) :
- Schmölln (10 005),
- Bohra (289),
- Brandrübel (88),
- Großstöbnitz (663),
- Kleinmückem (38),
- Nitzschka (96),
- Kummer (102),
- Nödenitzsch (69),
- Papiermühle (55),
- Schloßig (128),
- Selka (256),
- Sommeritz (299),
- Weißbach (363)
- Zschernitzsch (344).

Communes limitrophes (en commençant par le nord et dans le sens des aiguilles d'une montre) : Altkirchen, Saara, Gößnitz, Ponitz, Heyersdorf, Thonhausen, Vollmershain, Nöbdenitz et Drogen.

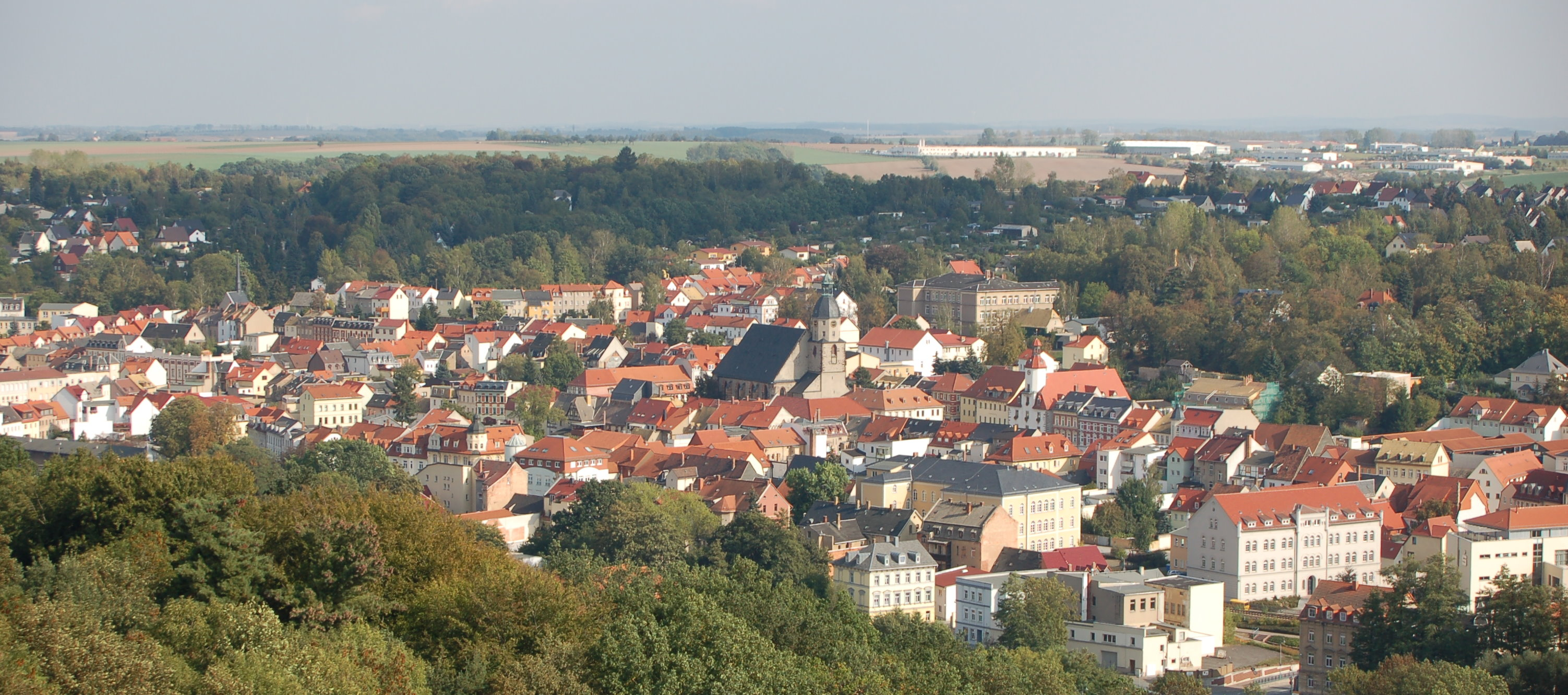
Vue générale de la ville prise depuis l'Ernst-Agnès Turm

## Histoire
Des fouilles réalisées dans le village de Bohra en 2008 ont trouvé les traces d'une implantation humaine datant de l'âge du bronze mais la première mention écrite de la ville date de 1066 en tant qu'Abbatia Zmulna où le monastère bénédictin obtient le droit de frapper monnaie et le droit de justice de la part de l'évêque de Naumbourg. Cette abbaye est durant tout le Moyen Âge un lieu de pèlerinage dédié à la Vierge jusqu'à la destruction de l'église Notre Dame du Pfefferberg pendant la Guerre des Paysans en 1525, quatre ans avant l'introduction de la Réforme protestante.
Au XIVe siècle, Schmölln, qui dépend de la famille des Reuß von Plauen voit la construction de remparts et d'un château. En 1324, Schmölln obtient les droits de ville. En 1410, la ville passe sous le contrôle des Wettin et, en 1485 lors du Traité de Leipzig entre les princes de la Maison de Wettin et des remaniements de territoires qui en découlent, elle entre dans le domaine de la branche ernestine. À la fin du XVe siècle, Schmölln obtient le droit de justice.
Elle est sous l'autorité du Duché de Saxe-Altenbourg en 1603, puis sous celle du Duché de Saxe-Gotha en 1672 avant de faire retour à Altenbourg en 1680 dont elle dépendra jusqu'en 1918. Elle fera partie de l'éphémère République de Saxe-Altenbourg de 1918 à 1920 et sera ensuite intégrée à la Thuringe.
Un des événements les plus marquants de Schmölln est l'incendie qui se déclare le 19 octobre 1772 et détruit une grande partie de la cité.
Les premiers établissements industriels de la ville sont créés au XVIIIe siècle : drapiers, tisserands, brossiers. Au XIXe siècle se développe l'industrie de la fabrication de boutons. En 1900, Schmölln est la plus grande ville industrielle du duché de Saxe-Altenbourg. Un tiers des habitants de la cité de quelque 10 000 habitants est employé dans les usines de boutons qui exportent 3 000 000 de pièces ainsi que des jouets, des stylos-plumes, des brosses à dents. Ce développement important a été facilité par l'ouverture des lignes de chemins de fer vers Gera et Gößnitz en 1875.
Pendant la Seconde Guerre mondiale, un camp de travailleurs forcés est installé à Schmölln. Il regroupe 300 personnes employées dans la fabrication d'armements au sein d'une ancienne briqueterie.
Le 13 avril 1945, la ville est occupée par les forces américaines avant d'être remise aux Soviétiques en juillet 1945. Le château de Selka, appartenant à la famille von Thümmler expropriée par les communistes, est détruit en 1948.
En 1952 a lieu la réorganisation administrative de la RDA. Schmölln devient chef-lieu d'arrondissement du district de Leipzig nouvellement créé.
En 1990, Schmölln retrouve le land de Thuringe recréé, mais, en 1994, elle perd son statut de chef-lieu d'arrondissement au profit d'Altenbourg.

## Monuments

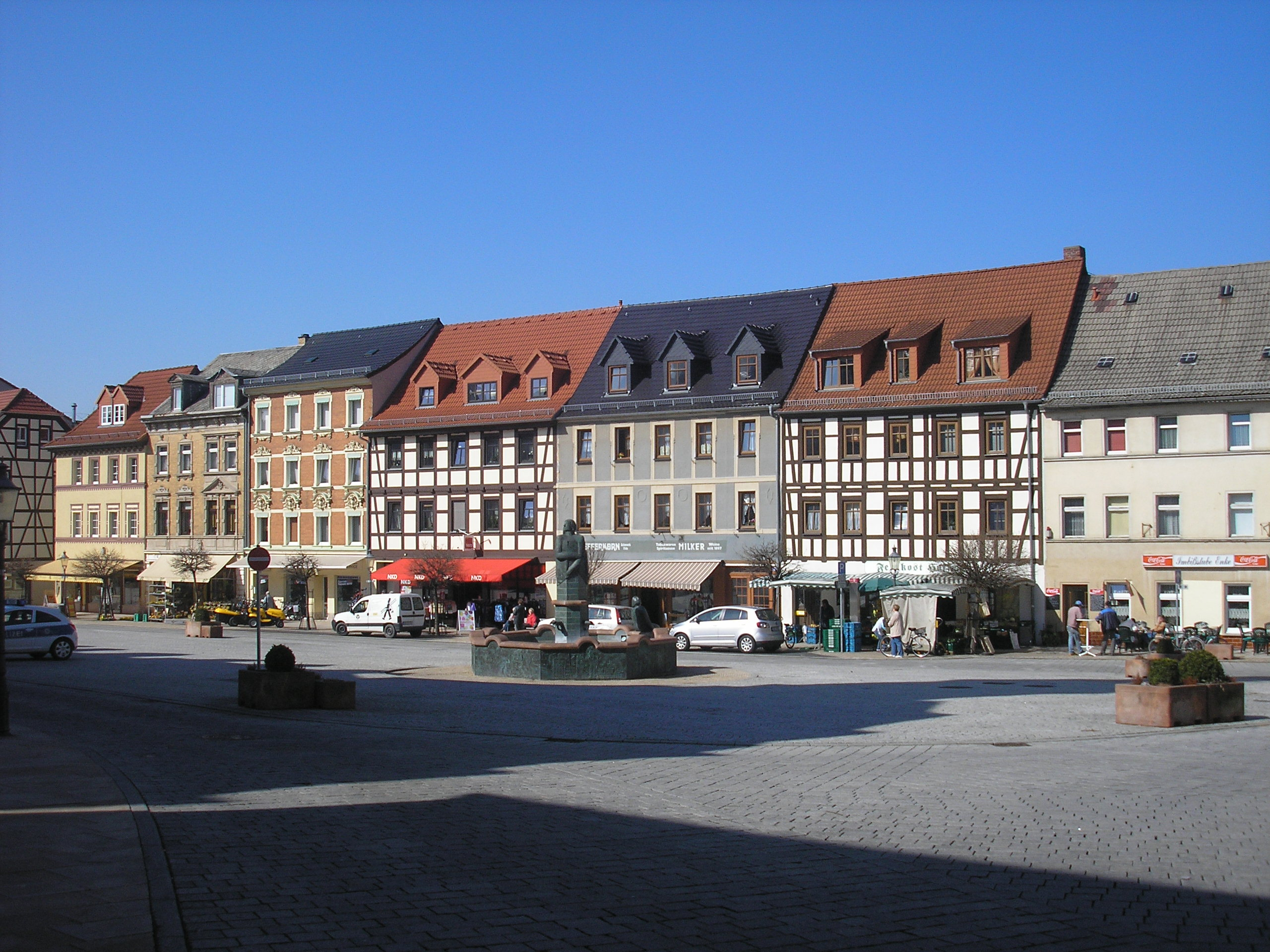
La place du marché

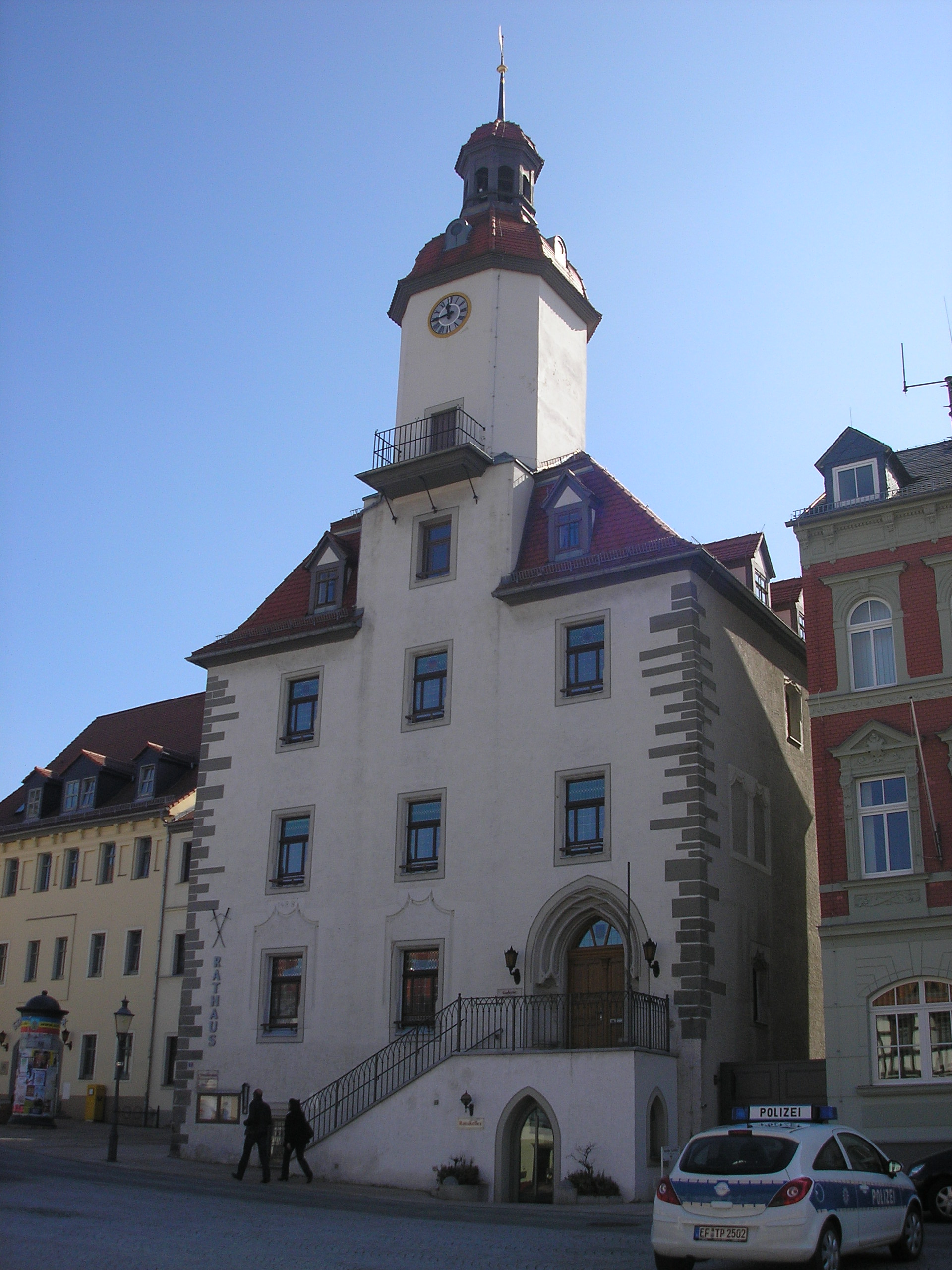
L'hôtel de ville

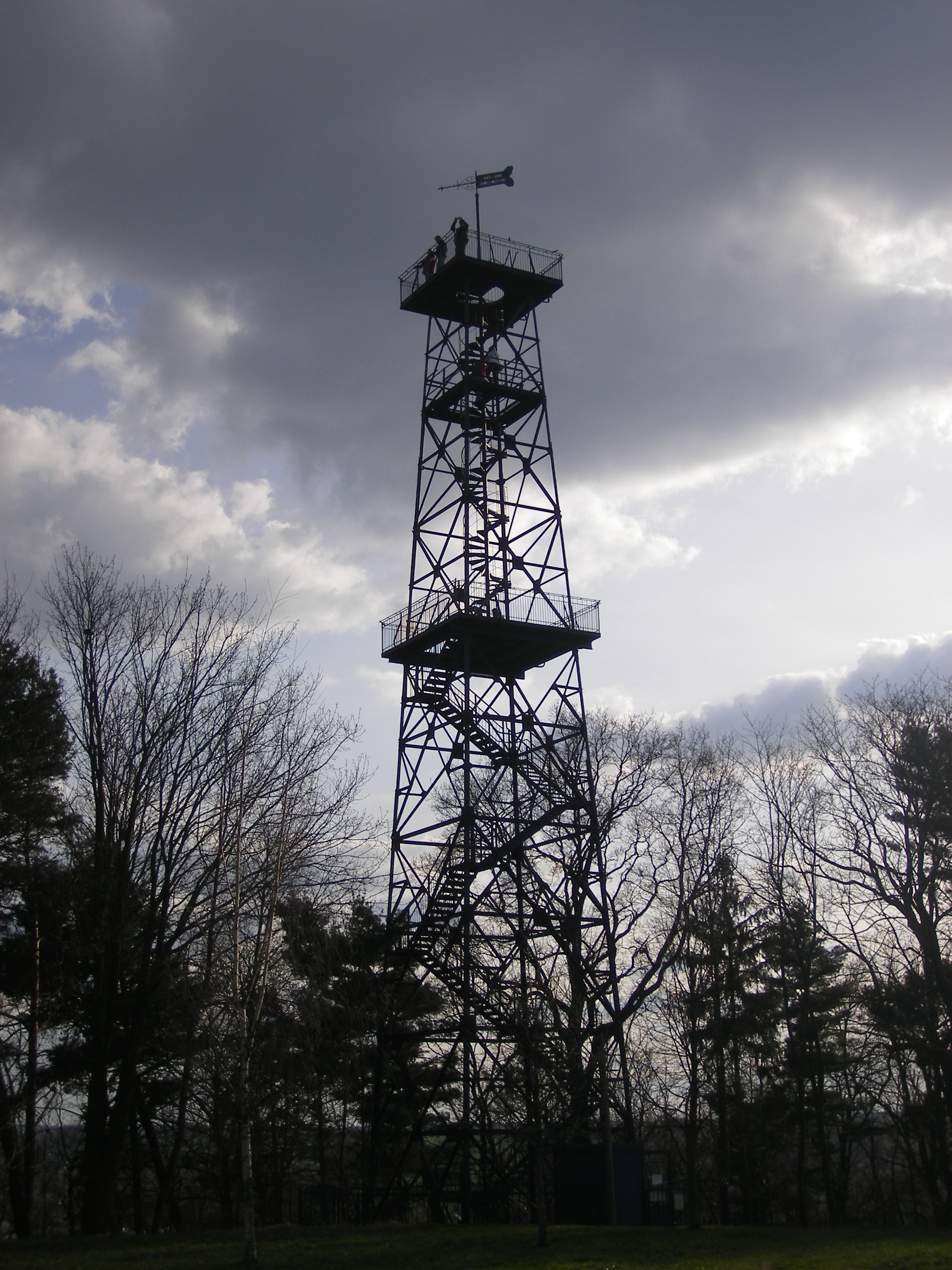
La tour Ernst-Agnès

- Vieille ville : place du marché, église St Nicolas, hôtel de ville, maisons à colombages.
- Tour Ernst-Agnès, structure métallique de 30 m de hauteur, construite en 1893 sur le Pfefferberg, à l'imitation de la Tour Eiffel, baptisée ainsi en l'honneur du duc de Saxe-Altenbourg régnant et de son épouse à l'occasion de leur quarantième anniversaire de mariage.
- Musée du bouton.

### Incorporations de communes
Plusieurs communes ont été incorporées au territoire de Schmölln au cours du XXe siècle :
- 1974 : Schloßig ;
- 1994 : Brandrübel et Weißbach ;
- 1996 : Papiermühle et Kleinmückern.

## Démographie
Ville de Schmölln dans ses limites actuelles :
| 1831  | 1900   | 1933   | 1939   | 1960   | 1981   | 1984   | 1995   | 2000   |
| ----- | ------ | ------ | ------ | ------ | ------ | ------ | ------ | ------ |
| 3 467 | 14 959 | 15 777 | 15 334 | 13 827 | 12 421 | 12 164 | 12 429 | 13 193 |

| 2006   | 2010   | - | - | - | - | - | - | - |
| ------ | ------ | - | - | - | - | - | - | - |
| 12 576 | 11 879 | - | - | - | - | - | - | - |

Ville de Schmölln seule :
| 1900   | 1925   | 1933   | 1939   | 1950   | 1971   | 1981   |
| ------ | ------ | ------ | ------ | ------ | ------ | ------ |
| 11 345 | 13 475 | 13 398 | 13 020 | 14 964 | 13 866 | 12 421 |

## Économie
Après avoir été le grand centre de l'industrie du bouton mais aussi un centre de l'industrie textile, de la brosserie, de la construction mécanique, Schmölln a vu se développer l'industrie des machines-outils et des plastiques durant l'époque de la RDA.
Depuis 1990, nombre d'anciennes entreprises ont fermé. Cependant, de nouvelles usines se sont implantées : pièces automobiles, industries alimentaires, constructions mécaniques.

## Jumelages
- Žďár nad Sázavou (Tchéquie)[5] ;
- Dobele (Lettonie)[5].

## Personnalités
- Friedrich Hildebrand von Einsiedel (1750-1828), écrivain né à Lumpzig.
- Siegfried Ebel (1934-), pharmacien né à Schmölln
- Michael Buchheim (1949-), tireur sportif né à Schmölln
- Katja Demut, (1983 -), athlète spécialiste du triple saut née à Schmölln.
- Matthias Plarre (1992-), cycliste né à Schmölln